# Sagra femorata
Espèce
Sagra femorata, la chrysomèle grenouille, est une espèce d'insectes coléoptères de la famille des chrysomèlidés.
Elle doit son nom vernaculaire à sa morphologie remarquable dont les pattes arrière ressemblent à celle des grenouilles. Puissamment développées, elles servent à l'insecte à sauter et à dominer ses adversaires pendant la période de reproduction. La chrysomèle grenouille mesure environ 2 cm de longueur. Elle est de couleur variable, d'un brun rougeâtre avec des reflets verts. Elle se rencontre dans les forêts du nord de la péninsule indochinoise et dans certaines forêts d'Indonésie.